# Woomelang
Woomelang is een plaats in de Australische deelstaat Victoria en telt 195 inwoners (2006).